# Schlacht von Anghiari (Leonardo da Vinci)
Die Schlacht von Anghiari (1505) ist ein verschollenes Gemälde von Leonardo da Vinci, das sich an der Stelle eines späteren Freskos von Giorgio Vasari im Salone dei Cinquecento des Palazzo Vecchio in Florenz befunden haben soll.
Thema des Gemäldes ist eine Szene aus der Schlacht von Anghiari von 1440, in der das Heer von Florenz mit Unterstützung des Kirchenstaates und der Republik Venedig eine überlegene Streitmacht des Herzogtums Mailand geschlagen hat.
Die These des italienischen Ingenieurs Maurizio Seracini, dass sich das Fresko immer noch hinter einer von Vasari eingezogenen Zwischenwand befindet, konnte bisher (2012) nicht bewiesen werden.

## Historischer Hintergrund
Von 1500 bis 1506 hielt sich Leonardo ein zweites Mal in Florenz auf, wo er zunächst mit verschiedenen Ingenieurprojekten für Cesare Borgia und die Medici befasst war. Von 1503 bis 1506 war er, ebenso wie Michelangelo, der 1504 mit einem Auftrag bedacht wurde, mit Vorarbeiten für die Ausmalung des Salone dei Cinquecento (Sala del maggior consiglio) beschäftigt, der unter den Architekten Simone del Pollaiuolo und Antonio da Sangallo in einem Anbau des Palazzo della Signoria errichtet worden war, um Platz für den neuen, damals aus 500 Bürgern bestehenden Stadtrat zu schaffen. Laut Vasari war die Ausstattung des Saals mit Fresken von Anfang an geplant. Themen der monumentalen Wandbilder waren neben der Schlacht bei Anghiari die Schlacht bei Cascina (1364), in der Florenz einen entscheidenden Sieg über den Konkurrenten Pisa errungen hatte, und für die Michelangelo beauftragt wurde. An der Erfindung des Bildprogramms waren wahrscheinlich Macchiavelli und Marcello Adriani beteiligt.

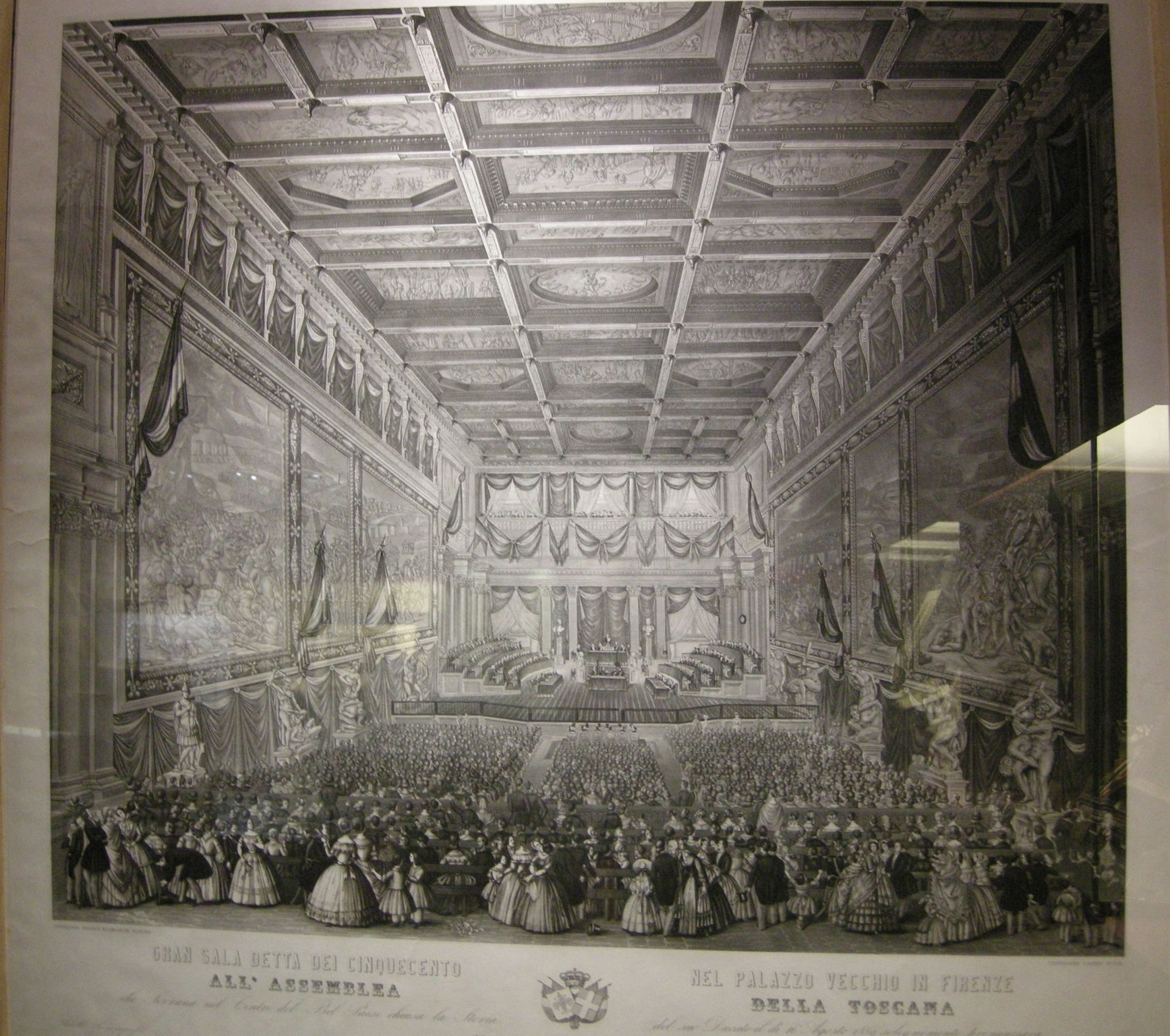
Sala del Gran Consiglio, 1860/61

Allerdings gibt es für beide Aufträge bisher keine Vertragsdokumente.
Die spärlichen Quellen für die beiden Bilder beruhen auf verstreuten Daten aus Material- und Handwerkerrechnungen sowie auf Berichten von Vasari und anderen Zeitgenossen. Ab 1503 gibt es erste Vorzeichnungen Leonardos für die Anghiarischlacht. Im Herbst 1503 erhielt Leonardo Zutritt zur Sala del Papa im Kloster Santa Maria Novella zur Herstellung des Kartons für das Fresko. 1506 wurde er für eine dreimonatige Reise nach Mailand beurlaubt. Nach seiner Rückkehr scheint er die Arbeit an der Anghiari-Schlacht nicht wieder aufgenommen zu haben. Ungeklärt ist bisher sowohl die Dimension der Gemälde, als auch deren genaue Platzierung.
Ab 1555 wurde der Salone dei Cinquecento von Vasari nach den Wünschen von Cosimo I. de’ Medici als Audienzsaal vollständig umgestaltet. 1558 ließ Vasari den Saal um 8 Meter aufstocken und die Fenster vergrößern. Ob Leonardos Bild dabei zerstört oder zugemauert wurde, konnte bisher nicht geklärt werden.

## Studien
Der Karton des Bildes ist nicht erhalten, allerdings gibt es eine Reihe von vorbereitenden Zeichnungen.
Um 1503 entstandene Studien für das Gemälde befinden sich in der Royal Collection in Windsor, im British Museum in London, dem Museum der Schönen Künste in Budapest und in den Gallerie dell’Accademia in Venedig, darunter allerdings keine eines Gesamtkonzepts.

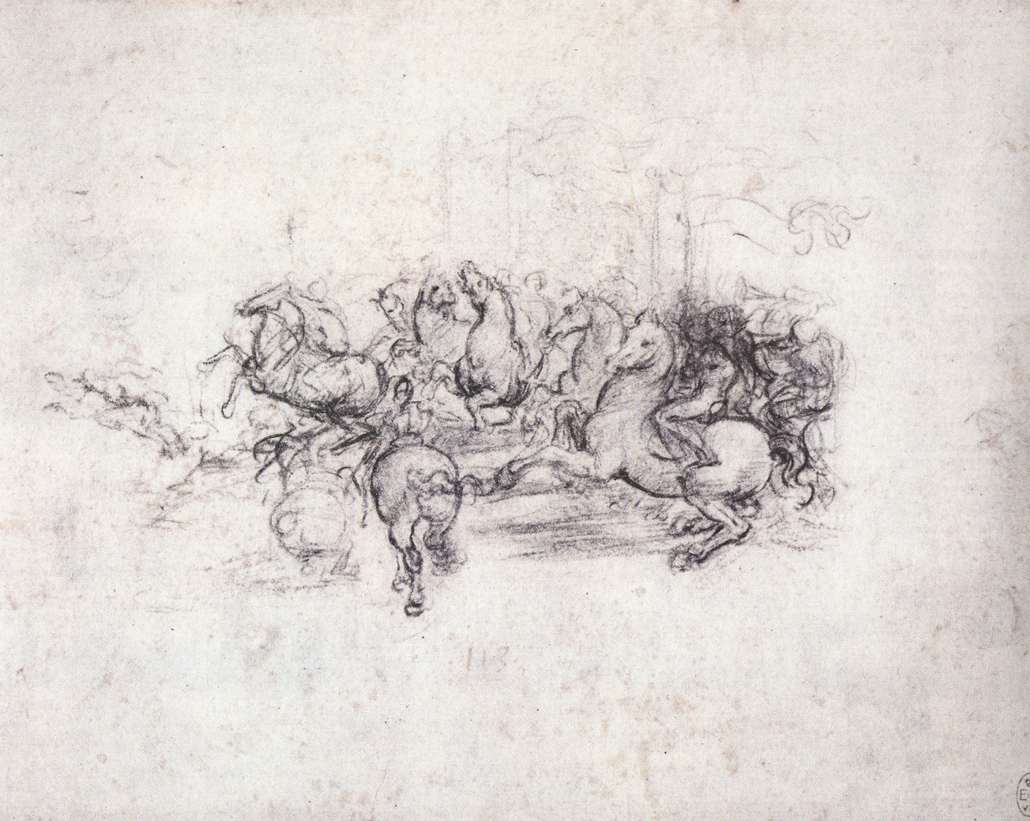
Royal Library, Windsor
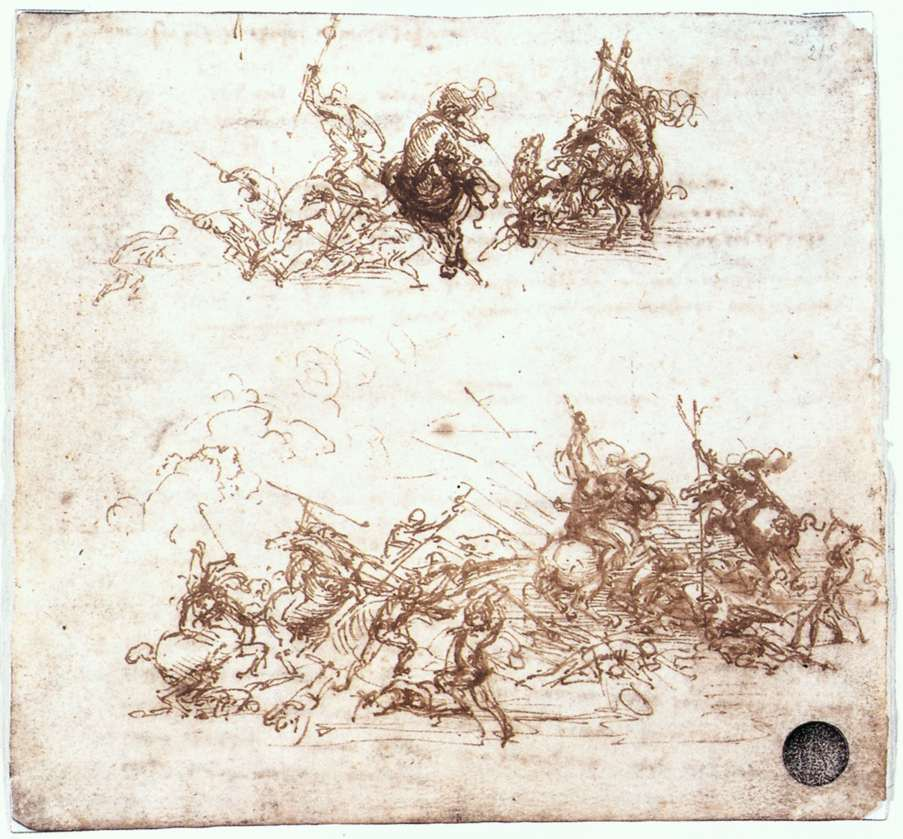
Gallerie dell’Accademia, Venedig
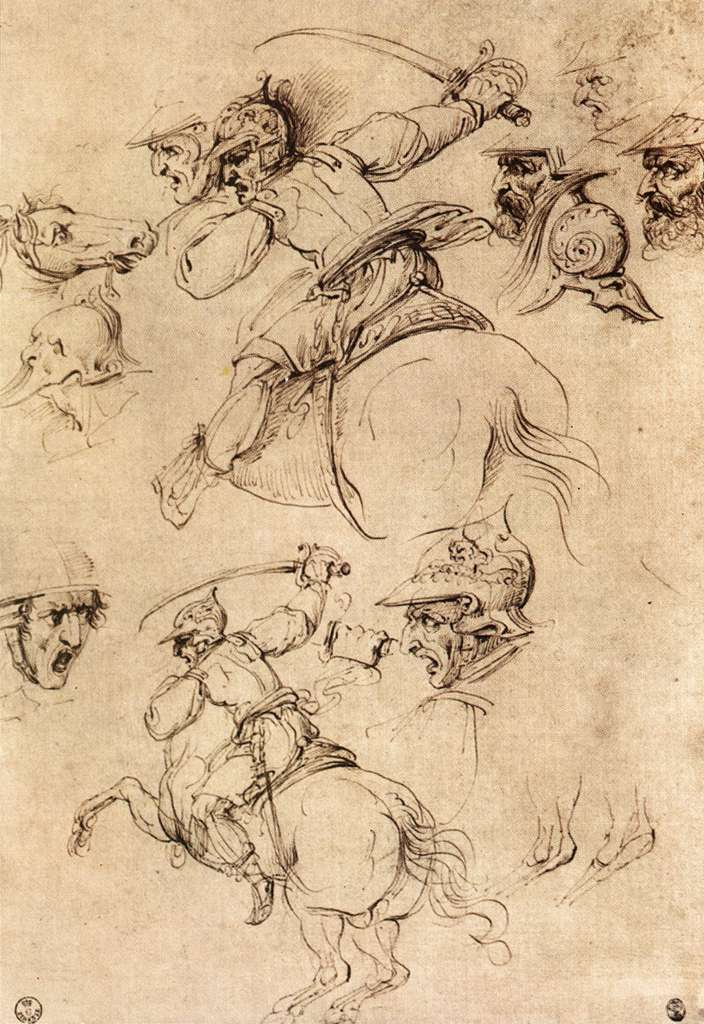
Uffizien, Florenz
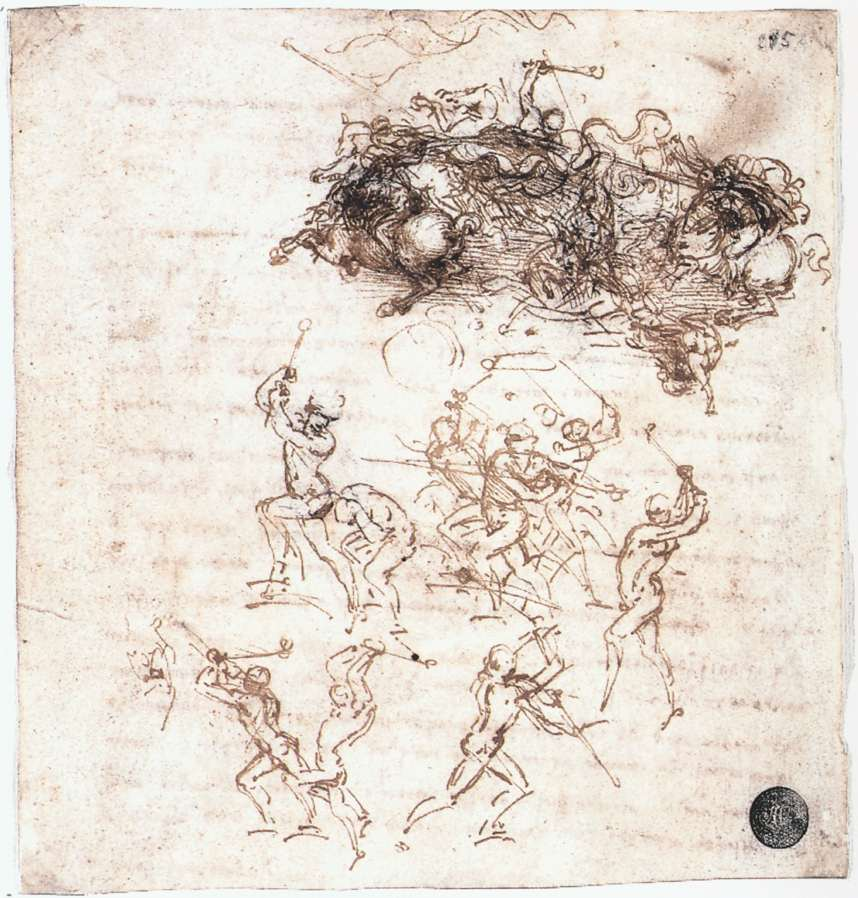
Gallerie dell’Accademia, Venedig
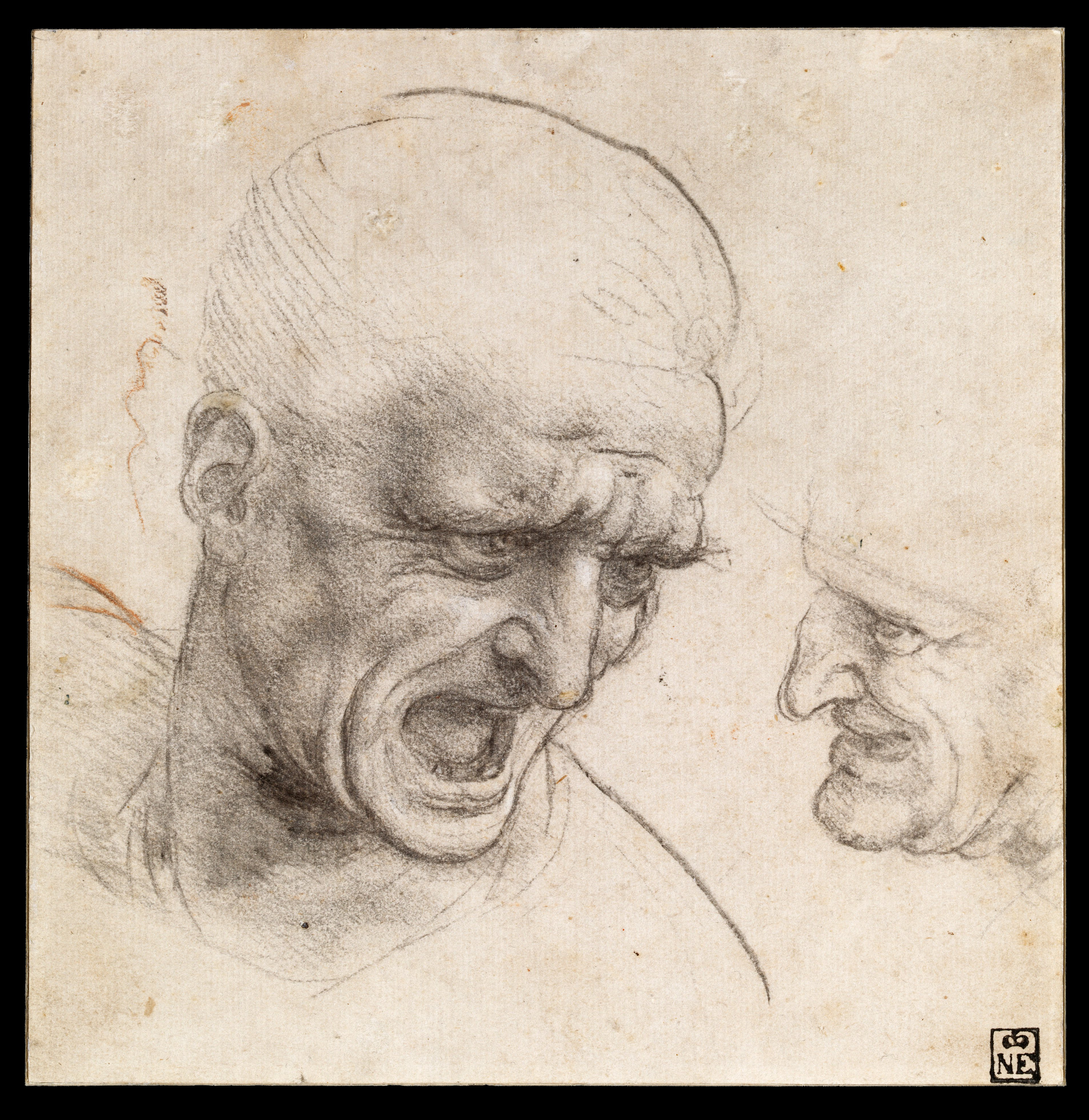
Museum der Schönen Künste, Budapest
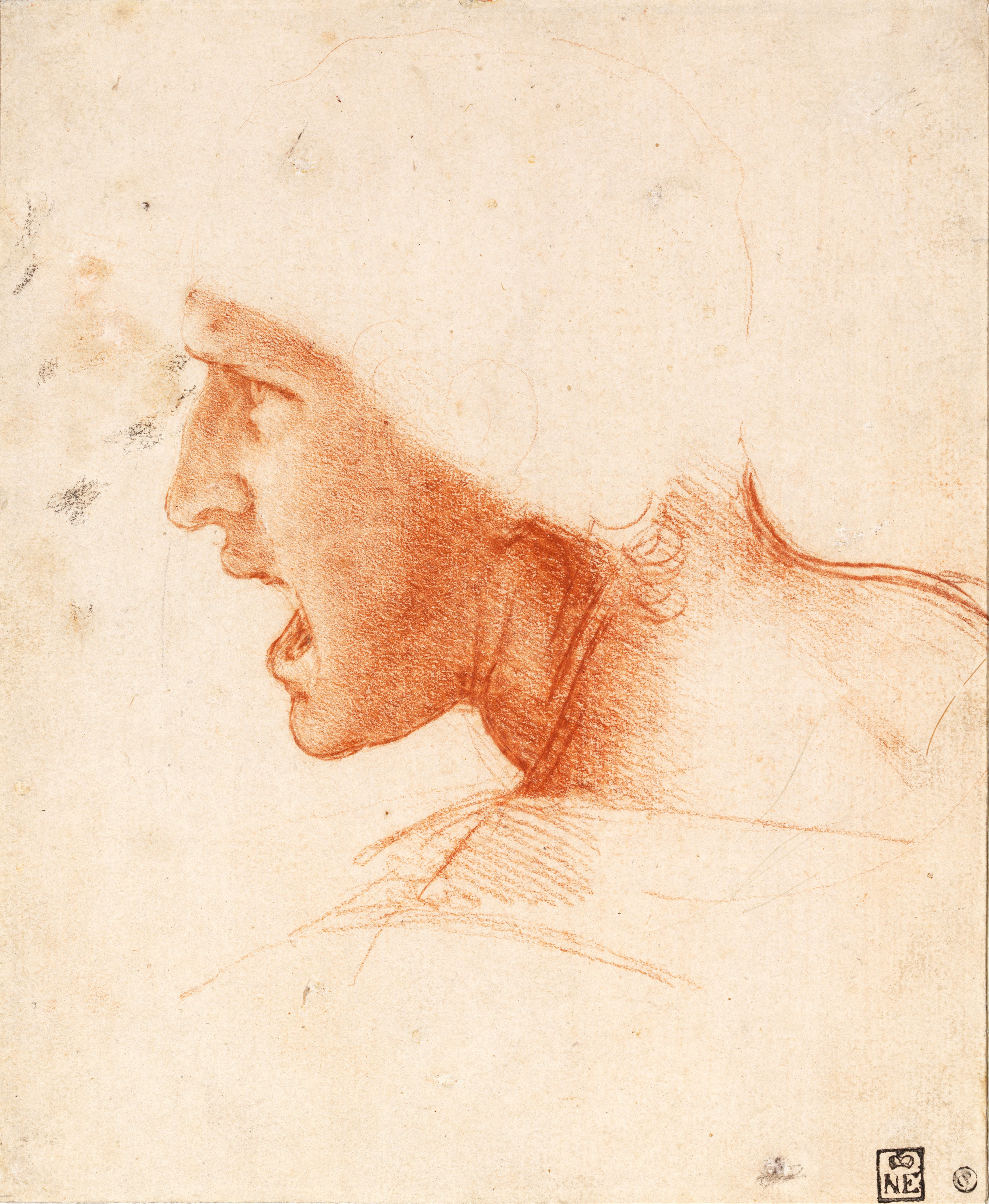
Museum der Schönen Künste, Budapest
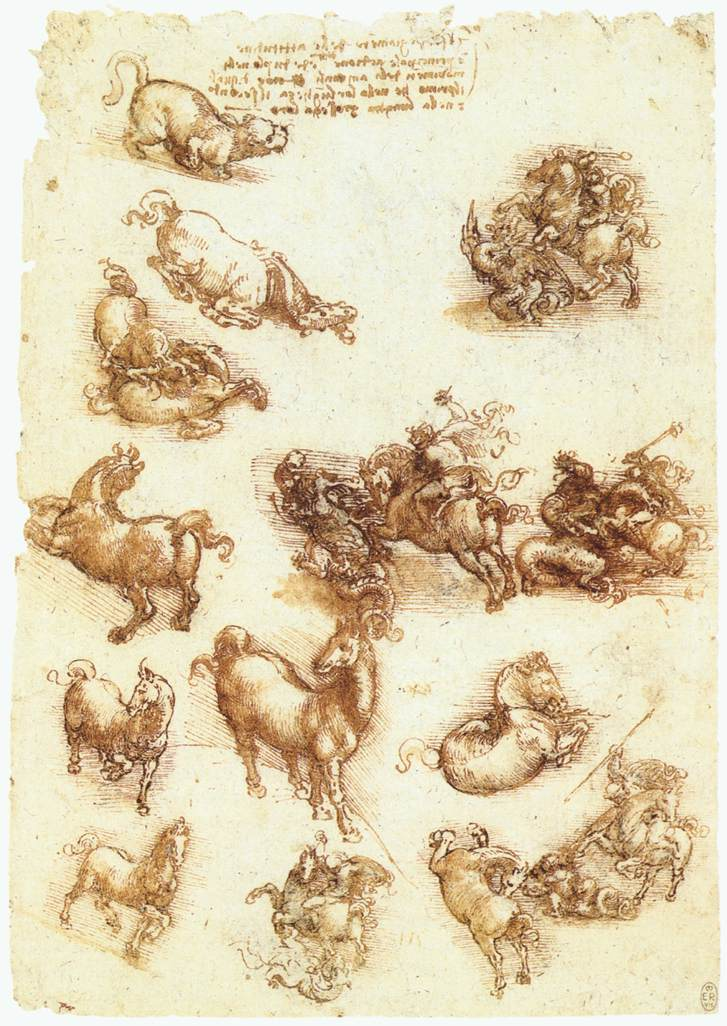
Royal Collection, Windsor
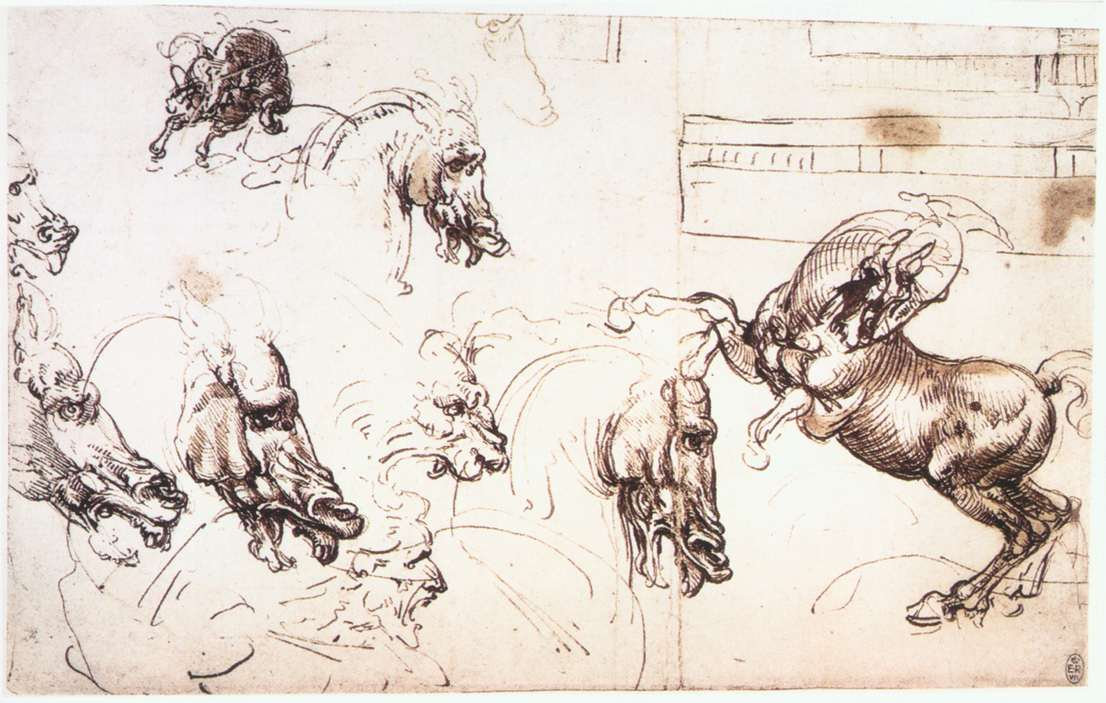
Royal Collection, Windsor

## Die Ausführung des Gemäldes
Die Vorarbeiten fanden in der Sala del Papa statt, die durch die Signoria für Leonardo und seine Gehilfen eingerichtet wurde. Das Dach der Sala wurde repariert, die Fenster wurden mit Vorhängen versehen. Für die Arbeiten am Karton konstruierte Leonardo ein kompliziertes, in sich bewegliches fahrbares Gerüst. Im Juni 1505, so schreibt Leonardo in seinen Notizen, kam es zu heftigen Regenfällen, die bis in die Nacht andauerten, und bei denen durch ein Loch im Dach der Karton beschädigt wurde.
Leonardo führte das Bild nicht als Fresko aus, was eine rasche Arbeitsweise erfordert hätte, sondern experimentierte mit einer Öltechnik auf einer Gipsgrundierung, ähnlich wie bei seinem Mailänder Abendmahl von 1494/1497. Auch hier kam es jetzt zu maltechnischen Problemen, da die Farbe nicht gut auf der Grundierung haftete. Angeregt durch die römische Technik der Enkaustik-Malerei mischte er flüssiges Bienenwachs mit Öl und Farbpigmenten. Um den Trocknungsprozess zu beschleunigen, ließ er Feuerschalen (braziers) an der Wand aufstellen. Wie Vasari in der Erstausgabe seiner Vite berichtet, verflüssigte sich dadurch das beigemischte Wachs, begann an der Wand herunterzutropfen, und Leonardo gab diese Versuche auf. Als Leonardo 1506 nach Mailand ging, hat sich die Malerei auf der Wand möglicherweise bereits in einem heiklen Zustand befunden. Nach seiner Rückkehr nach Florenz hat er die Arbeiten an der Anghiarischlacht nicht wieder aufgenommen.

## Suche nach dem verschollenen Gemälde
Die Suche nach Leonardos Anghiarischlacht begann 1967 mit den Untersuchungen, die der damalige Stadtarchitekt von Florenz, Piero Micheli, an den Wänden des Saals unternahm, fachlich beraten durch Carlo Pedretti. Pedretti lehrte seit 1960 an der University of California UCLA und gilt als ausgewiesener Leonardo-Spezialist.
Micheli ließ auf beiden Seiten des Saals in etwa 5 Meter Höhe Stücke aus den Fresken entnehmen, fand jedoch keinerlei Spuren von Malereien vor.
1976 startete ein Team unter Leitung von Pedretti, an dem auch sein Schüler Travers Newton beteiligt war, eine weitere Suchaktion, in der sie sich auf die Ostwand des Saals konzentrierten. Finanziert wurde die Aktion durch einen Fonds der Kress-Foundation von 50.000 $, der durch Gelder von Armand Hammer und der Smithsonian Institution aufgestockt wurde. Auch diese Suche brachte keine Ergebnisse.
1982 unternahmen der Historiker John Spencer zusammen mit Travers Newton einen erneuten Versuch. Sie gingen nach Neuinterpretation bekannter Quellen von der Hypothese aus, dass sich Leonardos Bild auf der Westwand des Saals befinde und setzten Infrarot und Ultraschall bei ihren Untersuchungen ein. Mit Erlaubnis des zuständigen Ministeriums in Rom lösten sie mit Stacco-Technik ein Stück von Vasaris Fresko ab, fanden dort aber keinerlei Spuren eines anderen Gemäldes vor.
Der bisher letzte Anlauf in der Suche nach der Anghiarischlacht wurde 2012 unter Leitung des Italo-Amerikaners Maurizio Seracini unternommen. Seracini hat sich bei Untersuchungen von Altmeistergemälden mit modernen technischen Methoden einen Namen gemacht. Nach eigenen Aussagen befasst er sich seit 1975 mit dem Bild, war schon bei Pedrettis Untersuchungen von 1975 als Assistent beteiligt und hat sogar einen Auftritt in Dan Browns Leonardo-Thriller.
National Geographic unterstützte mit einer Summe von 250.000 $ das Projekt.
Um hinter Vasaris Fresko zu gelangen, wurden sechs kleine Löcher gebohrt. Durch diese Löcher steckte man winzige Sonden und Spezialkameras, die üblicherweise in der Medizin eingesetzt werden. Außer einigen Farbpigmenten, wie sie Leonardo möglicherweise benutzt hat, blieben die Bohrungen ohne Ergebnis. Seracinis Vorgehen provozierte heftige Proteste unter Kunstwissenschaftlern und Restauratoren und wurde im September 2012 eingestellt.
2020 stellte die Kunsthistorikerin Francesca Fiorani von der University of Virginia auf einem Symposium der Uffizien ihre neusten Forschungsergebnisse vor und vertritt dabei die These, Leonardo habe das Fresko nie gemalt und sei über vorbereitende Skizzen nie hinausgekommen.

## Ausstellungen
- I cavalli di Leonardo. Studi sul cavallo e altri annimali di Leonardo da Vinci dalle Biblioteca Reale nel Castello di Windsor. Florenz, Palazzo Vecchio. 1984. Ausstellungskatalog. Darin: Carlo Pedretti: La Battaglia di Anghiari. (14 Zeichnungen.) S. 54–62.
- Leonardo da Vinci. Sulle tracce della Battaglia di Anghiari. Museo di Palazzo Vecchio Florenz. 23. Februar 2019 – 12. Januar 2020.[20]